# Михалёвка (Буда-Кошелёвский район)
Михалёвка (бел. Міхалёўка) — деревня в Широковском сельсовете Буда-Кошелёвского района Гомельской области Беларуси.

## География

### Расположение
В 20 км на юго-восток от Буда-Кошелёво, 28 км от Гомеля, 17 км от железнодорожной станции Лазурная (на линии Жлобин — Гомель).

### Гидрография
На севере мелиоративные каналы.

## Транспортная сеть
Транспортные связи по просёлочной дороге, затем по шоссе Довск — Гомель. Планировка состоит из прямолинейной улицы, ориентированной с юго-запада на северо-восток, к центру которой присоединяется с запада короткая прямолинейная улица. Застройка двусторонняя, деревянными домами усадебного типа.

## История
По письменным источникам известна с конца XIX века как деревня в Дудичской волости Рогачёвского уезда Могилёвской губернии. Упоминается в «Географо-статистическом словаре Российской империи», изданном в 1863 году. В 1880 годы открыта школа грамоты. По переписи 1897 года находились: хлебозапасный магазин, 2 ветряные мельницы, трактир. В 1909 году 711 десятин земли.
С 8 декабря 1926 года по 30 декабря 1927 года центр Михалёвского сельсовета Уваровичского района Гомельского округа. В 1929 году организован колхоз, работали 2 ветряные мельницы, кузница и артель по добыче торфа. В составе совхоза «Коминтерн» (центр — деревня Широкое). На фронтах Великой Отечественной войны погибли 74 жителя деревни.

## Население

### Численность
- 2018 год — 16 жителей.

### Динамика
- 1880 год — 54 двора, 302 жителя.
- 1897 год — 87 дворов, 569 жителей (согласно переписи).
- 1909 год — 97 хозяйств, 679 жителей.
- 1959 год — 396 жителей (согласно переписи).
- 2004 год — 31 хозяйство, 57 жителей.